# Sankt Petersburgs flagga

Sankt Petersburgs flagga

Sankt Petersburgs flagga har en röd grundfärg och dekoreras i mitten av två korsade, silverfärgade ankare och en gyllene spira.
Flaggan blev antagen den 6 september 1991 och har proportionerna 2:3.